# Хотьян, Клавдия Николаевна
Клавдия Николаевна Хотьян (1902—198.) — советский государственный деятель, в 1930—1932 председатель Калужского горисполкома и райисполкома. Член ЦИК СССР.
Родилась 7 (20) июня 1902 года в Костроме в семье рабочих Костромской льняной мануфактуры (их фамилия писалась Хатьян).
Окончила пятиклассную начальную школу  при фабрике и поступила в высшее женское училище, а потом перешла в школу-коммуну 2-й ступени.
Комсомолка с 1919 г., член РКП(б) с 1920 года. В 1920-1921 гг. училась на курсах при университете им. Я.М. Свердлова.
с 1921 по 1925 г. работала в отделе работниц и крестьянок сначала городского, а затем губернского комитета РКП(б), заведовала женотделом фабричного райкома партии Костромы.
В 1925—1929 помощник и заместитель прокурора Костромской губернии, в 1929 г. зам. прокурора Калужской губернии.
С 11 сентября 1929 по 1930 год ответственный секретарь Калужского окрисполкома (до его ликвидации). С июля 1930 председатель Калужского горисполкома, затем (с 22.09.1930 по ноябрь 1932 года) - Калужского райисполкома.
1932—1938 — учёба во Всесоюзной промышленной академии им. Кагановича (одновременно - освобождённый секретарь парторганизации). С августа 1933 по июль 1934 г. была мобилизована для участия в партийных чистках по линии КПК. Награждена грамотой за высокую успеваемость и дисциплинированность (1935). После прохождения теоретического курса (неоконченное высшее образование) отозвана ЦК ВКП(б) для работы в Комиссии Советского Контроля.
В 1938-1940 член Комиссии советского контроля при СНК СССР, руководитель группы административно-советских учреждений и зав. бюро жалоб. Затем работала в Наркомате госконтроля (1940—1942, зав. бюро жалоб и заявлений).
С 1 марта 1942 по 1 августа 1956 года в Наркомате (министерстве) юстиции СССР: старший ревизор управления судебных органов, с 15 мая 1942 г. заместитель начальника управления кадров, затем - начальник отдела нотариата (01.04.1947-24.06.1948), начальник отдела жалоб (25.06.1948-16.11.1949), старший ревизор главного управления по делам гражданских судебных органов (17.11.1949-28.02.1951).
В декабре 1950 г. окончила с отличием годичные Высшие курсов усовершенствования юристов. С 1 марта 1951 по 2 мая 1954 - начальник отдела жалоб, затем до 1 августа 1956 г. старший ревизор управления (затем - отдела) адвокатуры министерства юстиции СССР.
В связи с ликвидацией минюста СССР переведена в Минюст РСФСР на должность заместителя начальника отдела жалоб. Освобождена от должности 31 марта 1959 г.
С 1 апреля 1959 года персональный пенсионер союзного значения.
Член ЦИК СССР 6-го созыва.
Награждена орденом «Знак Почёта» (26.03.1945) - за успешную работу по укреплению революционной законности и охране интересов государства в условиях Отечественной войны.
Умерла не ранее 1982 года (после 80-летия).
Её портрет написал заслуженный деятель искусств А. И. Рябиков.